# Aco Petrović
Aco Petrović (* 14. Oktober 1959 in Požega, SFR Jugoslawien; † 1. Dezember 2014) war ein serbischer Basketballtrainer. Nachdem Petrović zunächst in seinem Heimatland über längere Zeit die mittlerweile fusionierten Belgrader Klubs KK Roter Stern und KK FMP trainiert hatte, war er zuletzt in der Spielzeit 2012/13 wieder in Russland für den Klub UNICS aus Kasan tätig, den er bereits von 2007 bis 2009 trainiert hatte. Als Trainerassistent der rest-jugoslawischen beziehungsweise serbischen Nationalmannschaft war er an den Titelgewinnen bei der Basketball-Europameisterschaft 2001 und der Basketball-Weltmeisterschaft 2002 beteiligt. Petrović ist nicht zu verwechseln mit dem gleichaltrigen Kroaten Aleksandar Petrović, dem älteren Bruder von Dražen Petrović, der mit Spitznamen ebenfalls Aco oder Aza gerufen wird.

## Erfolge
- 1998 Jugoslawischer Meister mit Roter Stern als Assistent
- 2003 Serbisch-Montenegrinischer Pokalsieger mit KK FMP Železnik
- 2004 Serbisch-Montenegrinischer Vizemeister mit KK Hemofarm Vršac
- 2005 Finalist FIBA EuroCup Challenge mit Lokomotive Rostow
- 2008 Viertelfinale ULEB Eurocup mit UNICS Kasan
- 2009 Russischer Pokalsieger mit UNICS Kasan